# Rehaincourt
Rehaincourt település Franciaországban, Vosges megyében. Lakosainak száma 361 fő (2022. január 1.). Rehaincourt Damas-aux-Bois, Hadigny-les-Verrières, Haillainville, Moriville, Ortoncourt és Saint-Genest községekkel határos.

## Népesség
A település népessége az elmúlt években az alábbi módon változott:
| Lakosok száma | 331  | 347  | 362  | 363  | 363  | 356  | 356  | 359  | 361  |
|               | 2013 | 2015 | 2016 | 2017 | 2018 | 2019 | 2020 | 2021 | 2022 |